# Acacia angustissima
Acaciella angustissima là một loài thực vật có hoa trong họ Đậu. Loài này được (Mill.) Kuntze miêu tả khoa học đầu tiên.

## Hình ảnh

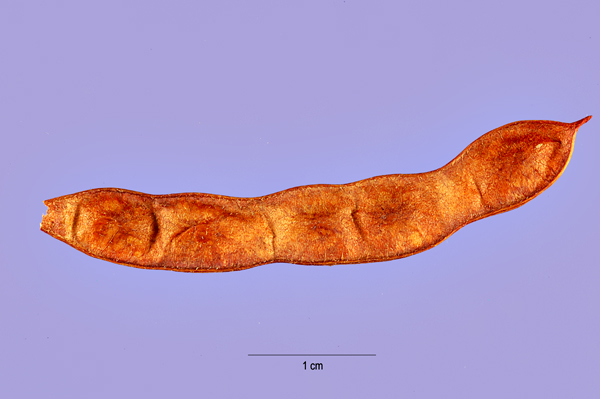
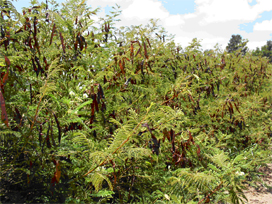